# ITF Women’s Circuit 2017 (Oktober–Dezember)
In den folgenden Tabellen werden die Tennisturniere des vierten Quartals des ITF Women’s Circuit 2017 dargestellt.

## Turnierplan
| Kategorien |
| ---------- |
| $100.000   |
| $80.000    |
| $60.000    |
| $25.000    |
| $15.000    |

### Oktober
| Datum 1 | Turnierort                                         | Siegerin Einzel                    | Siegerinnen Doppel                             |
| ------- | -------------------------------------------------- | ---------------------------------- | ---------------------------------------------- |
| 02.10.  | Toowoomba                                          | Eri Hozumi                         | Momoko Kobori Ayano Shimizu                    |
| 02.10.  | Pula (Sardinien)                                   | Chiara Scholl                      | Anastasia Grymalska Chiara Scholl              |
| 02.10.  | Villa del Dique                                    | Fernanda Brito                     | Fernanda Brito Camila Giangreco Campiz         |
| 02.10.  | Sozopol                                            | Gergana Topalowa                   | Michaela Boev Dia Ewtimowa                     |
| 02.10.  | Scharm asch-Schaich                                | Lee Pei-chi                        | Jelena Stojanovic Alexandra Walters            |
| 02.10.  | Jounieh                                            | Draginja Vuković                   | Wiktorija Kan Marija Sotowa                    |
| 02.10.  | Lissabon                                           | Nuria Párrizas Díaz                | Alba Carrillo Marín Inês Murta                 |
| 02.10.  | Telde                                              | Guiomar Maristany Zuleta de Reales | Chayenne Ewijk Lisa Sabino                     |
| 02.10.  | Colombo                                            | Riya Bhatia                        | Isabelle Boulais Ma Yexin                      |
| 02.10.  | Nonthaburi                                         | Choi Ji-hee                        | Nudnida Luangnam Varunya Wongteanchai          |
| 02.10.  | Hammamet                                           | Isabella Schinikowa                | Wettbewerb wegen schlechtem Wetter gestrichen! |
| 02.10.  | Antalya                                            | Georgia Crăciun                    | Albina Xabibulina İpek Öz                      |
| 02.10.  | Hilton Head Island                                 | Ulrikke Eikeri                     | Emily Appleton Caty McNally                    |
| 09.10.  | Cairns                                             | Olivia Rogowska                    | Naiktha Bains Abigail Tere-Apisah              |
| 09.10.  | Cherbourg-en-Cotentin                              | Myrtille Georges                   | Manon Arcangioli Shérazad Reix                 |
| 09.10.  | Pula (Sardinien)                                   | Polona Hercog                      | Elena Bogdan Walerija Solowjowa                |
| 09.10.  | Makinohara                                         | Ayano Shimizu                      | Miyabi Inoue Kotomi Takahata                   |
| 09.10.  | Lagos                                              | Deniz Khazaniuk                    | Ayla Aksu Ana Veselinović                      |
| 09.10.  | Óbidos (Portugal)                                  | Irina Chromatschowa                | Eliza Kostowa Jana Sisikowa                    |
| 09.10.  | Sevilla                                            | Daniela Seguel                     | Luisa Stefani Renata Zarazúa                   |
| 09.10.  | Sumter                                             | Taylor Townsend                    | Jessica Pegula Taylor Townsend                 |
| 09.10.  | Buenos Aires                                       | Fernanda Brito                     | Fernanda Brito Camila Giangreco Campiz         |
| 09.10.  | Scharm asch-Schaich                                | Tereza Mihalíková                  | Nina Kruijer Suzan Lamens                      |
| 09.10.  | Colombo                                            | Ma Yexin                           | Wettbewerb wegen schlechtem Wetter gestrichen! |
| 09.10.  | Nonthaburi                                         | Patcharin Cheapchandej             | Chan Chin-wei Liang En-shuo                    |
| 09.10.  | Hammamet                                           | Fatma Al-Nabhani                   | Lea Bošković Yasmine Mansouri                  |
| 09.10.  | Antalya                                            | İpek Öz                            | Darja Nasarkina Jekaterina Wischnewskaja       |
| 16.10.  | Suzhou (Anhui)                                     | Sara Errani                        | Jacqueline Cako Nina Stojanović                |
| 16.10.  | Joué-lès-Tours                                     | Tereza Smitková                    | Sarah Beth Grey Samantha Murray                |
| 16.10.  | Pula (Sardinien)                                   | Polona Hercog                      | Hanna Posnichirenko Jasmina Tinjić             |
| 16.10.  | Hamamatsu                                          | Lu Jiajing                         | Rika Fujiwara Kyōka Okamura                    |
| 16.10.  | Lagos                                              | Conny Perrin                       | Conny Perrin Walerija Strachowa                |
| 16.10.  | Óbidos (Portugal)                                  | Anna Kalinskaja                    | Olga Doroschina Jana Sisikowa                  |
| 16.10.  | Florence (South Carolina)                          | Taylor Townsend                    | Maria Sanchez Taylor Townsend                  |
| 16.10.  | Scharm asch-Schaich                                | Sandra Samir                       | Emilie Francati Kanika Vaidya                  |
| 16.10.  | Riba                                               | Isabelle Wallace                   | Yvonne Cavallé Reimers Guadalupe Pérez Rojas   |
| 16.10.  | Colombo                                            | Gösäl Ainitdinowa                  | Rutuja Bhosale Pranjala Yadlapalli             |
| 16.10.  | Hammamet                                           | Michele Alexandra Zmău             | Mia Eklund Julyette Steur                      |
| 16.10.  | Antalya                                            | Ilona Georgiana Ghioroaie          | Viktória Morvayová Nika Radišić                |
| 23.10.  | Poitiers Internationaux Féminins de la Vienne 2017 | Mihaela Buzărnescu                 | Belinda Bencic Yanina Wickmayer                |
| 23.10.  | Macon (Georgia) W.L. Amos Sr. Tennis Classic 2017  | Anna Karolína Schmiedlová          | Kaitlyn Christian Sabrina Santamaria           |
| 23.10.  | Saguenay (Stadt)                                   | Gréta Arn                          | Bianca Andreescu Carol Zhao                    |
| 23.10.  | Liuzhou                                            | Wang Yafan                         | Han Xinyun Makoto Ninomiya                     |
| 23.10.  | Pula (Sardinien)                                   | Jessica Pieri                      | Cristina Dinu Camilla Rosatello                |
| 23.10.  | Óbidos (Portugal)                                  | Katie Swan                         | Olga Doroschina Jana Sisikowa                  |
| 23.10.  | Istanbul                                           | Witalija Djatschenko               | Petra Krejsová Jesika Malečková                |
| 23.10.  | Scharm asch-Schaich                                | Sandra Samir                       | Ola Abou Zekry Linnéa Malmqvist                |
| 23.10.  | Wirral                                             | Samantha Murray                    | Maia Lumsden Samantha Murray                   |
| 23.10.  | Iraklio                                            | Anna Bondár                        | Anna Bondár Réka Luca Jani                     |
| 23.10.  | Lambaré                                            | Thaisa Grana Pedretti              | Fernanda Brito Camila Giangreco Campiz         |
| 23.10.  | Stockholm                                          | Jacqueline Cabaj Awad              | Anastasia Kulikova Elena Malygina              |
| 23.10.  | Hammamet                                           | Michele Alexandra Zmău             | Yasmine Mansouri Diane Parry                   |
| 30.10.  | Tyler (Texas) RBC Pro Challenge 2017               | Kristie Ahn                        | Jessica Pegula Taylor Townsend                 |
| 30.10.  | Canberra                                           | Olivia Rogowska                    | Asia Muhammad Arina Rodionova                  |
| 30.10.  | Toronto                                            | Ysaline Bonaventure                | Alexa Guarachi Erin Routliffe                  |
| 30.10.  | Nantes                                             | Kaia Kanepi                        | Manon Arcangioli Shérazad Reix                 |
| 30.10.  | Pula (Sardinien)                                   | Polona Hercog                      | Claudia Giovine Camilla Rosatello              |
| 30.10.  | Sant Cugat del Vallès                              | Marta Paigina                      | Luisa Stefani Renata Zarazúa                   |
| 30.10.  | Pereira (Kolumbien)                                | María Fernanda Herazo              | Emily Appleton María Fernanda Herazo           |
| 30.10.  | Scharm asch-Schaich                                | Nuria Párrizas Díaz                | Emilie Francati Julia Wachaczyk                |
| 30.10.  | Sunderland (Tyne and Wear)                         | Maia Lumsden                       | Eleni Kordolaimi Maia Lumsden                  |
| 30.10.  | Iraklio                                            | Réka Luca Jani                     | Anna Bondár Réka Luca Jani                     |
| 30.10.  | Petingen                                           | Swjatlana Piraschenka              | Chayenne Ewijk Rosalie van der Hoek            |
| 30.10.  | Casablanca                                         | Wiktorija Kan                      | Katharina Hering Olga Parres Azcoitia          |
| 30.10.  | Asunción                                           | Francesca Jones                    | Fernanda Brito Camila Giangreco Campiz         |
| 30.10.  | Stockholm                                          | Clara Tauson                       | Malene Helgø Fanny Östlund                     |
| 30.10.  | Hammamet                                           | Mia Eklund                         | Angelica Moratelli Natasha Piludu              |
| 30.10.  | Antalya                                            | Jekaterina Wischnewskaja           | Cemre Anıl Gabriela Horáčková                  |

### November
| Datum 1 | Turnierort                            | Siegerin Einzel            | Siegerinnen Doppel                              |
| ------- | ------------------------------------- | -------------------------- | ----------------------------------------------- |
| 06.11.  | Shenzhen $100,000 Shenzhen 2017       | Carol Zhao                 | Jacqueline Cako Nina Stojanović                 |
| 06.11.  | Tokio Ando Securities Open Tokyo 2017 | Zhang Shuai                | Rika Fujiwara Yūki Naitō                        |
| 06.11.  | Waco $80,000 Waco Showdown 2017       | Taylor Townsend            | Sofia Kenin Anastassija Komardina               |
| 06.11.  | Bendigo                               | Tamara Zidanšek            | Alison Bai Zoe Hives                            |
| 06.11.  | Shrewsbury                            | Anna-Lena Friedsam         | Freya Christie Harriet Dart                     |
| 06.11.  | Pune                                  | Jaqueline Cristian         | Jaqueline Cristian Tereza Mihalíková            |
| 06.11.  | Cúcuta                                | María Fernanda Herazo      | Emily Appleton María José Portillo Ramírez      |
| 06.11.  | Scharm asch-Schaich                   | Lucia Bronzetti            | Romy Kölzer Julia Wachaczyk                     |
| 06.11.  | Iraklio                               | Irina Ramialison           | Mana Ayukawa Ylena In-Albon                     |
| 06.11.  | St. Ulrich in Gröden                  | Federica Di Sarra          | Hélène Scholsen Alina Silitsch                  |
| 06.11.  | Beni-Mellal                           | Wiktorija Kan              | Mariana Dražić Oana Georgeta Simion             |
| 06.11.  | Encarnación                           | Camila Giangreco Campiz    | Lara Escauriza Bárbara Gatica                   |
| 06.11.  | Vinaròs                               | Irene Burillo Escorihuela  | Misa Eguchi Akiko Omae                          |
| 06.11.  | Hammamet                              | Gaia Sanesi                | Tamara Čurović Lisa Ponomar                     |
| 06.11.  | Antalya                               | Nicoleta-Cătălina Dascălu  | Vitalia Stamat Jekaterina Wischnewskaja         |
| 13.11.  | Toyota (Aichi)                        | Mihaela Buzărnescu         | Xenija Lykina Junri Namigata                    |
| 13.11.  | Sowade                                | Deborah Chiesa             | Tena Lukas Kateřina Vaňková                     |
| 13.11.  | Dakar                                 | Valentini Grammatikopoulou | Jana Sisikowa Ana Veselinović                   |
| 13.11.  | Norman                                | Danielle Collins           | Tamaryn Hendler Chiara Scholl                   |
| 13.11.  | Scharm asch-Schaich                   | Pemra Özgen                | Jodie Anna Burrage Freya Christie               |
| 13.11.  | Helsinki                              | Eden Silva                 | Naïma Karamoko Tess Sugnaux                     |
| 13.11.  | Iraklio                               | Tayisiya Morderger         | Tayisiya Morderger Yana Morderger               |
| 13.11.  | Agadir                                | Oana Georgeta Simion       | Pia König Miriana Tona                          |
| 13.11.  | Oslo                                  | Leonie Küng                | Leonie Küng Shaline-Doreen Pipa                 |
| 13.11.  | Benicarló                             | Vivien Juhászová           | Noelia Bouzo Zanotti Ángeles Moreno Barranquero |
| 13.11.  | Hammamet                              | Gaia Sanesi                | Mirjam Björklund Lexie Stevens                  |
| 13.11.  | Antalya                               | Lisa Matviyenko            | İpek Öz Melis Sezer                             |
| 20.11.  | Valencia                              | Irina Bara                 | Cristina Bucșa Jana Sisikowa                    |
| 20.11.  | Minsk                                 | Manon Arcangioli           | Maryna Kolb Nadija Kolb                         |
| 20.11.  | Scharm asch-Schaich                   | Pemra Özgen                | Jodie Anna Burrage Freya Christie               |
| 20.11.  | Iraklio                               | Lisa Sabino                | Tayisiya Morderger Yana Morderger               |
| 20.11.  | Stellenbosch                          | Chanel Simmonds            | Mana Ayukawa Chanel Simmonds                    |
| 20.11.  | Hammamet                              | Warwara Gratschewa         | Inês Murta Jelena Simić                         |
| 20.11.  | Antalya                               | Maryna Tschernyschowa      | Maryna Tschernyschowa Swjatlana Piraschenka     |
| 27.11.  | Catanduva                             | Nathaly Kurata             | Nathaly Kurata Eduarda Piai                     |
| 27.11.  | Santiago de Chile                     | Anastassija Piwowarowa     | Chiara Scholl Marcela Zacarías                  |
| 27.11.  | Milovice nad Labem                    | Miriam Kolodziejová        | Jana Jablonovská Lena Rüffer                    |
| 27.11.  | Manta (Ecuador)                       | María Fernanda Herazo      | María José Portillo Ramírez Sofia Sewing        |
| 27.11.  | Kairo                                 | Sandra Samir               | Rio Kitagawa Nastja Kolar                       |
| 27.11.  | Indore                                | Olga Doroschina            | Dea Herdželaš Hsu Ching-wen                     |
| 27.11.  | Stellenbosch                          | Salma Ewing                | Mana Ayukawa Chanel Simmonds                    |
| 27.11.  | Castellón de la Plana                 | Ekaterine Gorgodse         | Yvonne Cavallé Reimers Luisa Stefani            |
| 27.11.  | Hammamet                              | Alice Ramé                 | Anna-Giulia Remondina Miriana Tona              |
| 27.11.  | Antalya                               | Maryna Tschernyschowa      | Chihiro Muramatsu Melis Sezer                   |

### Dezember
| Datum 1 | Turnierort                             | Siegerin Einzel       | Siegerinnen Doppel                           |
| ------- | -------------------------------------- | --------------------- | -------------------------------------------- |
| 04.12.  | Santiago de Chile                      | Chiara Scholl         | Tamaryn Hendler Anastassija Piwowarowa       |
| 04.12.  | Nules                                  | Isabelle Wallace      | Charlotte Römer Olga Sáez Larra              |
| 04.12.  | Jablonec nad Nisou                     | Miriam Kolodziejová   | Dagmar Dudláková Joanna Zawadzka             |
| 04.12.  | Guayaquil                              | Nika Kuchartschuk     | María José Portillo Ramírez Sofia Sewing     |
| 04.12.  | Kairo                                  | Andreea Amalia Roșca  | Rio Kitagawa Nastja Kolar                    |
| 04.12.  | Solapur                                | Bunyawi Thamchaiwat   | Hsu Ching-wen Pranjala Yadlapalli            |
| 04.12.  | Stellenbosch                           | Chanel Simmonds       | Monica Robinson Zoe Gwen Scandalis           |
| 04.12.  | Hammamet                               | Julia Terziyska       | Marie Benoît Julia Terziyska                 |
| 04.12.  | Antalya                                | Tena Lukas            | Cristina Dinu Mia Eklund                     |
| 11.12.  | Dubai Al Habtoor Tennis Challenge 2017 | Belinda Bencic        | Mihaela Buzărnescu Alena Fomina              |
| 11.12.  | Pune                                   | Georgina García Pérez | Jessy Rompies Varunya Wongteanchai           |
| 11.12.  | Santa Cruz de la Sierra                | Fernanda Brito        | Victoria Bosio Stephanie Mariel Petit        |
| 11.12.  | Kairo                                  | Andreea Amalia Roșca  | Andreea Amalia Roșca Gabriela Nicole Tătăruș |
| 11.12.  | Cordenons                              | Anastasia Grymalska   | Federica Di Sarra Michele Alexandra Zmău     |
| 11.12.  | Hammamet                               | Sara Cakarevic        | Claudia Giovine Giorgia Marchetti            |
| 11.12.  | Antalya                                | Cristina Dinu         | Maryna Tschernyschowa Alina Silitsch         |
| 18.12.  | Navi Mumbai                            | Gabriella Taylor      | Georgina García Pérez Diāna Marcinkēviča     |
| 18.12.  | Luque (Paraguay)                       | Montserrat González   | Thaisa Grana Pedretti Noelia Zeballos        |
| 18.12.  | Hammamet                               | Darja Lodikowa        | Audrey Albié Mathilde Armitano               |
| 18.12.  | Antalya                                | Maryna Tschernyschowa | Anastassija Charitonowa Darja Nasarkina      |
| 25.12.  | Hongkong                               | Haruka Kaji           | Chen Pei-hsuan Wu Fang-hsien                 |